# Motta (Costabissara)
Motta (Mota in veneto), nel passato chiamata anche Mota Frachalocha, è l'unica frazione di Costabissara in provincia di Vicenza.

## Il nome
L'origine del nome Motta è molto incerto, soprattutto per la vecchia denominazione Frachalocha.
Motta sembra riferirsi a qualcosa di presente nel passato nel suo territorio. Questo è supportato dal fatto che nel passato, ma anche oggi (specialmente in lingua veneta), si faceva riferimento al toponimo come se fosse un oggetto: "la Motta", "andare alla Motta". Il Mantese suggerisce che possa riferirsi ad una torre di vedetta costruita nelle epoche barbariche lungo le strade principali che collegavano le Prealpi a Vicenza. Tale torre, detta Warte dai longobardi, serviva per avvisare prontamente in caso di pericolo. Questo è supportato dalla presenza di una "contrà Motta" a San Vito di Leguzzano, posto proprio sulla strada che collega Schio e Vicenza.
Per quanto riguarda Frachalocha, il Mantese lo definisce come una storpiatura di una parola più antica formata dalla parola Fracta che deriva da Rotta, in ricordo delle ruote di tre grandi mulini fatte girare "dal piccolo e capriccioso torrente Orolo", in aggiunta alle continue inondazioni provocate dal torrente stesso. Il toponimo deve quindi derivare da loca Fracta, cioè i "luoghi della Rotta".

## Storia

### L'epoca romana e l'acquedotto
Come testimoniano i reperti trovati in paese, a Costabissara era presente una villa romana, segno che questa zona fosse abitata in epoca romana.
Il territorio dell'odierna Motta era anche attraversato dall'acquedotto romano che serviva Vicenza. Tale struttura aveva origine probabilmente proprio a Motta e passando per le località di Villaraspa, Gardellina e Lobia si portava poi al capoluogo. Di tale opera idraulica si hanno oggi solo poche prove a causa, sembra, della distruzione operata in epoca longobarda. Rimangono oggi alcuni archi in località Lobia e un pezzo di muratura in località Villaraspa.
Di tale muratura ne parla anche lo storico Bernardo Morsolin quando, invitato da Giovanni Donà a controllare un'antica condotta d'acqua, nel 1883 scopre tale reperto rilevando 153 cm di larghezza intera e 70 cm di larghezza dell'alveo. Queste misure risulteranno poi essere compatibili con quelle di altri reperti di acquedotto accertati.

### La nascita di Motta
Motta inizialmente nacque, insieme a Favrega (ora una sua località), come una "contracta" (cioè contrada) tra il Trecento e il Quattrocento. L'importanza di tale località era collegata alla presenza della torre di vedetta, probabilmente in comunicazione (tramite l'accensione di fuochi d'avviso) con il castello vescovile di Costafabrega (l'attuale Costabissara) e dei feudi vicini.
Successivamente ai lavori di bonifica effettuati con l'arginatura del torrente Orolo Motta ha subito uno sviluppo demografico ed economico.

### Battaglia de la Motta
Capitolo fondamentale nella storia di Motta fu la battaglia avvenuta il 7 ottobre 1513 nei terreni paludosi che circondavano il ponte sull'Orolo. Nell'ambito della guerra della Lega di Cambrai, in cui l'esercito spagnolo capitanato da Ramon de Cardona supportato da fanti tedeschi capitanati da Prospero Colonna si scontrarono con l'esercito veneziano guidato da Bartolomeo d'Alviano, tale battaglia fu persa dai veneziani, che però non persero la guerra.

### Le vicinie e il Diritto della Terna
Per tutto il Seicento e fino al primo decennio del Novecento i capifamiglia degli abitanti di Motta usavano trovarsi per discutere dei problemi e delle decisioni da prendere in merito a ciò che concerneva il territorio. Tali riunioni prendevano nome di vicinie o convicinie e inizialmente venivano effettuate sempre in canonica, unica casa a possedere il camino.
Era proprio con queste convicinie che Motta esercitava ab antiquo il cosiddetto Diritto della Terna secondo il quale la Curia approvava tre nomi di concorrenti curati che dovevano essere esaminati e scelti dalla popolazione.

### La nuova parrocchia
Grande importanza ebbe l'organizzazione ecclesiastica, volta ad assoggettare inizialmente la parrocchia di San Giorgio di Costafabrega con quella di San Pietro di Isola, per farla diventare indipendente successivamente.
Nel Settecento l'esigenza di una parrocchia indipendente a Motta legata alla Chiesa di San Cristoforo cominciava a farsi sentire, tenuto anche conto che nel 1735 il paesino contava circa 423 abitanti. La visita pastorale del 21 settembre 1717 del vescovo Sebastiano Venier portò ad un nulla di fatto sul fronte parrocchiale. Sarà solo il 29 luglio 1771 che uno dei successori, il vescovo Marco Corner, dopo una visita nel 1768, firmerà per Motta l'atto in erezione in parrocchia autonoma smembrata da quella di San Giorgio di Costabissara.

### Epoca contemporanea
Il 18 novembre 1917 a Costabissara e a Motta arrivarono i soldati francesi che vi stanziarono la cavalleria per una settimana. Il 23 aprile 1918, alle 14 circa, arrivò il Re in villa Donà dove era presente il generale con lo stato maggiore.
Nel corso del XX secolo, come Costabissara, Motta vide un grande aumento demografico, ma soprattutto economico dal momento che la zona industriale del paese è ubicata nel suo territorio.

## Monumenti e luoghi d'interesse

### Architetture religiose
A Motta sono presenti tre chiese: la chiesa parrocchiale, la chiesetta di Santa Maria in Favrega e la cappella di Sant'Antonio da Padova che è compresa nel complesso di Cà Gardellina.

#### Chiesa parrocchiale di San Cristoforo

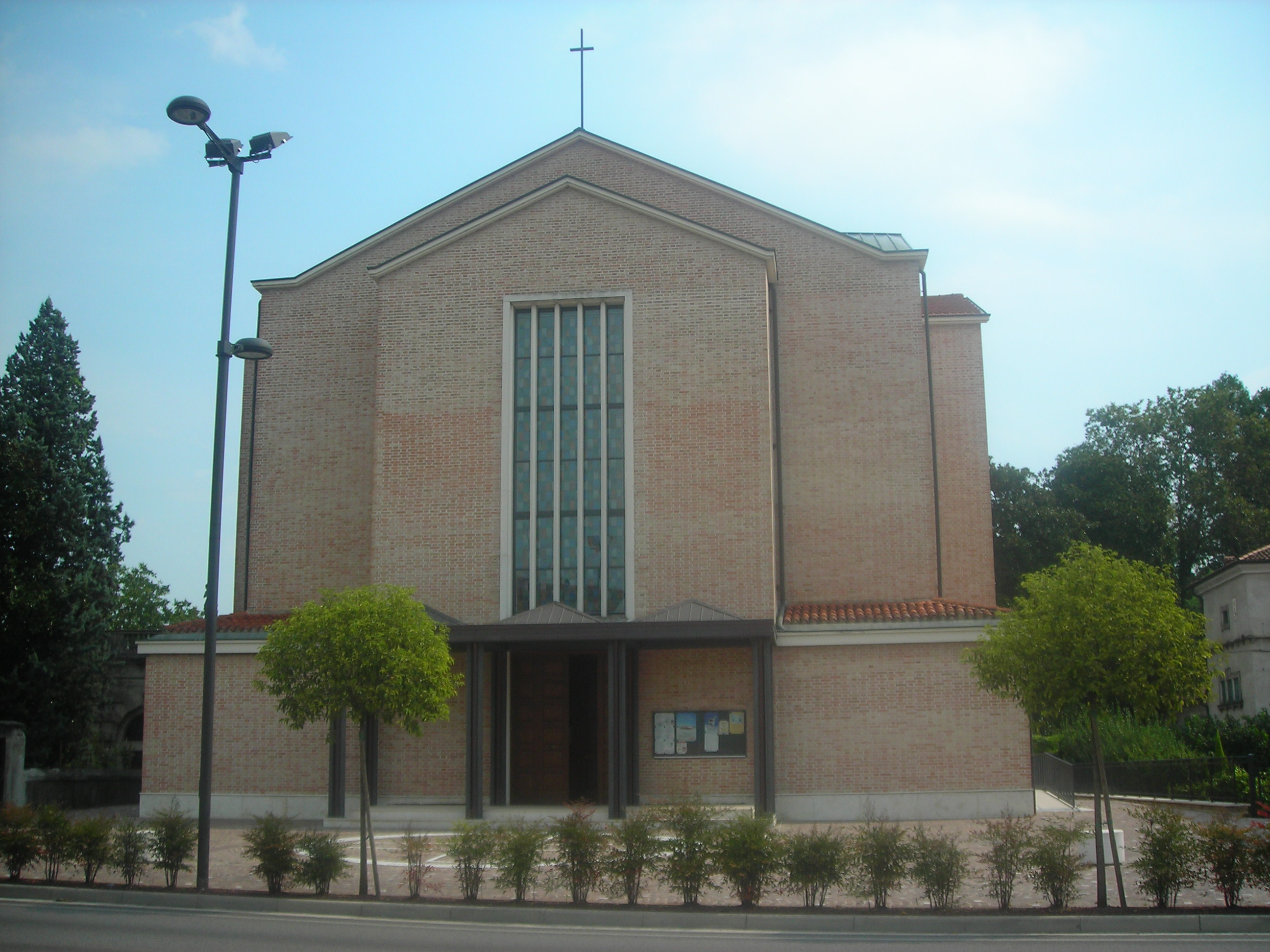
La chiesa di San Cristoforo

La chiesa di San Cristoforo è la chiesa parrocchiale di Motta, la frazione di Costabissara. Si trova lungo la Strada Provinciale 46. Originariamente era in una sede diversa da quella attuale (più vicina alla strada), ma è stata demolita nel 1965 per favorire l'allargamento della strada. L'odierna chiesa è stata inaugurata nel 1965.
Presenta all'interno tre altari, due dei quali possiedono pale di Alessandro Maganza e un'ulteriore tela del Maganza (facente parte del vecchio altare maggiore) appesa nell'abside.
Il campanile è rimasto quello della vecchia chiesetta ed è stato restaurato nel 1970 con la dotazione delle campane automatiche e la sostituzione del vecchio orologio fuori uso.

#### Chiesetta di Santa Maria Favrega

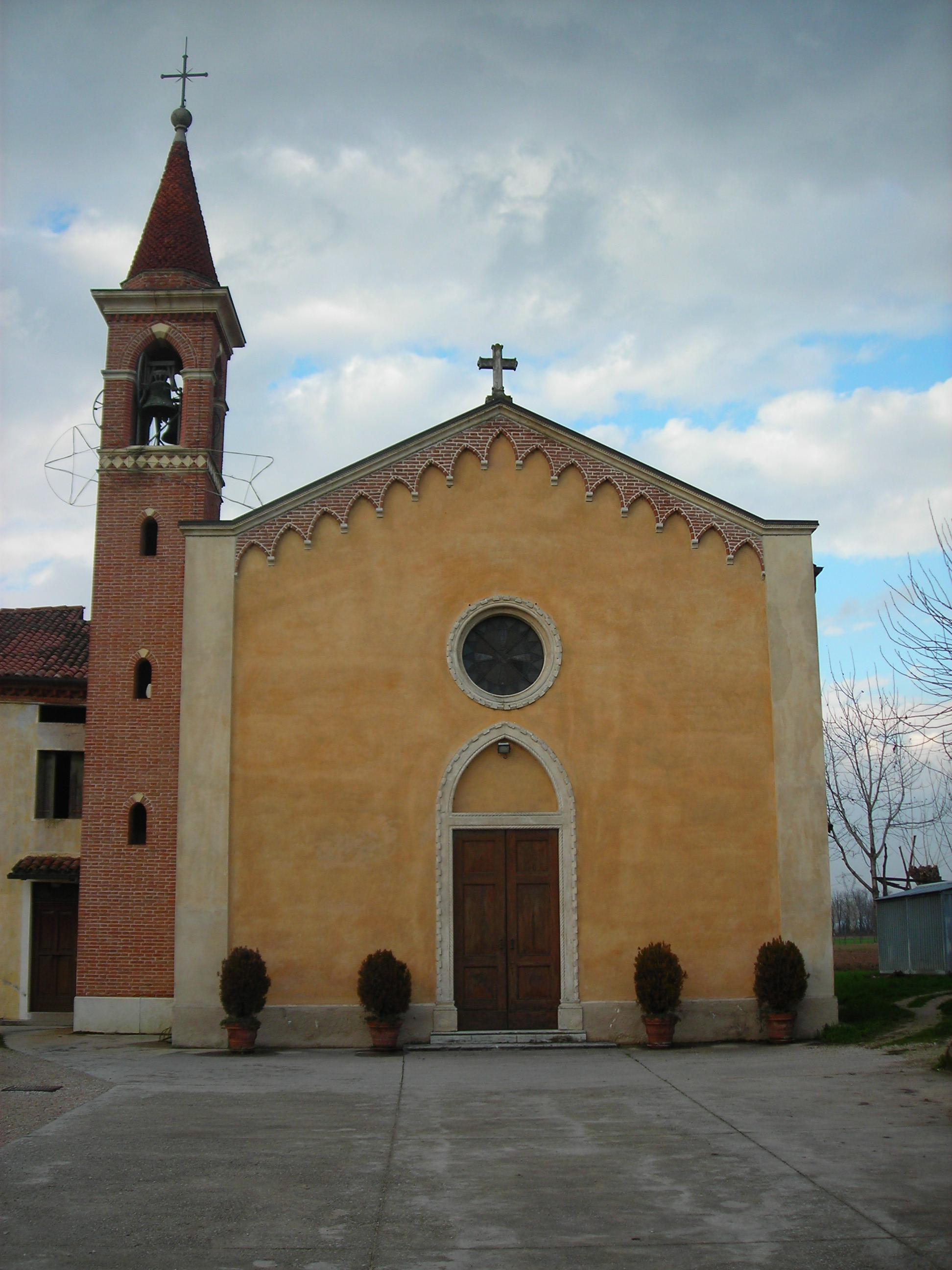
Chiesetta di Santa Maria in Favrega

Ubicata a Motta, fu costruita intorno al secolo VIII da Anselmo di Nonantola e appartenne per secoli alla famiglia Bissari. È ora di proprietà della famiglia Gasparoni.
Fu soggetta a diversi lavori di ampliamento nel 1888. All'interno è presente il vecchio altare alla romana, detto dell'Assunzione, ancora nel posto originario e due dipinti: una Pietà e un'"Immagine della Vergine sedente col Bambino in braccio" con ai lati San Rocco e San Sebastiano, commissionata da Pietro Lunardo da Gnago nel 1448.

### Ville

#### Cà Gardellina
Cà Gardellina, nota anche come Villa De Sandri-Bortolan è un complesso rurale sito in via IV Novembre e presenta un complesso centrale con barchesse, una cappella e una colombara.
Di probabile origine gotica, le prime mappe reperibili che possono documentare l'esistenza del complesso sono mappe per la regolamentazione delle acque della zona del 1562 e 1563. In esse il complesso è privo di parte delle barchesse, della colombara e della cappella: queste ultime sono, rispettivamente, del Cinquecento e degli inizi del Settecento.

### Altri edifici storici

#### Casa Maistrello
Casa Maistrello, costruita nel XVI secolo circa, è una fattoria appartenuta ai Maistrello, una delle famiglie più antiche e importanti di Motta. Il loro nome compare nei documenti dal 1508, in una mappa del 1601 e in due mappe del 1721 e 1751 in cui le proprietà sono attribuite ad un certo Gerolamo Maistrello.
Particolarità della casa è la presenza, nello spigolo sinistro della facciata posteriore, di un mattone un tempo appartenuto all'acquedotto romano di Vicenza che passava per Motta.

## Cultura

### Istruzione

#### Scuole
A Motta sono presenti una scuola paritaria dell'infanzia (intitolata a San Gaetano) e una primaria statale (intitolata a Edmondo De Amicis).
La scuola secondaria di primo grado, invece, ha sede nel capoluogo del comune.

## Geografia antropica

### Altre località
Il territorio di Motta comprende le località:
- Fabrega
- Botteghino
- Villaraspa
- Cadanotte
- Motta bassa.

## Economia
Motta condivide con Costabissara la struttura dell'economia, anche se è maggiormente rappresentato il settore secondario essendo presente l'intera zona industriale del paese.
In questo contesto si denota un notevole sviluppo nei comparti della lavorazione e conservazione dei prodotti ortofrutticolio. Storica presenza bissarese è l'azienda artigiana dolciaria Loison, nata in paese nel 1938.

## Infrastrutture e trasporti

### Strade
Per Motta passa la Strada provinciale 46 del Pasubio (SP 46), ex strada statale 46 del Pasubio (SS 46).

### Mobilità urbana
L'AIM di Vicenza serve oltre che il centro di Costabissara anche la frazione di Motta con la linea 6.
Le Ferrovie e Tramvie Vicentine servono Motta con due gruppi di linee:
- linee in direzione di Schio
- linee in direzione di Thiene